# Вільц (футбольний клуб)
«Вільц» (люксемб. Wolz) — люксембурзький футбольний клуб із міста Вільц, заснований 1971 року.

## Досягнення
- Кубок Люксембурга
  -  Фіналіст (1): 2000/01

## Відомі гравці
- Кевін Бобсон
- Роб Делахає
- Тео Мальгет

## Відомі тренери
- Майк Ней (1 липня 2008 – 30 червня 2009)
- Стів Маєрус (1 липня 2009 – 27 жовтня 2010)
- Паскаль Лебрюн (27 жовтня 2010 – 5 листопада 2012)
- Самір Калабиц (6 листопада 2012–)
- Генрі Боссі (1 липня 2015 – 30 червня 2016)
- Ден Хует (1 липня 2016 – )